# 矢野崎村
矢野崎村（やのざきむら）は、愛媛県西宇和郡にあった村。現在の八幡浜市中心部の北方一帯にあたる。

## 地理
- 海洋：宇和海
- 岬：矢野崎
- 山岳：権現山

## 歴史
- 1889年（明治22年）12月15日 - 町村制の施行により、大平村・高野地村および八幡浜浦の一部（向灘浦）の区域をもって発足。
- 1930年（昭和5年）1月1日 - 八幡浜町と合併し、改めて八幡浜町が発足。同日矢野崎村廃止。